# الزاوية البوعبدلية
الزاوية البوعبدلية أو زاوية سيدي أبو عبد الله ببطيوة من أشهر الزوايا الصوفية بالجزائر وخصوصا الغرب الجزائري تأسست على يد العلامة سيدي أبو عبد الله بن عبد القادر البوعبدلي نسبة لسيدي أبو عبد الله المغوفل عام 1910 م.

## شيوخ الزوايا
1. أبو عبد الله البوعبدلي
2. المهدي البوعبدلي
3. عياض البوعبدلي